# Georg Bollenbeck
Georg Bollenbeck (* 10. Dezember 1947 in Brühl; † 2. Oktober 2010 in Brenig) war ein deutscher Germanist und Kulturwissenschaftler. Er lehrte an der Universität Siegen.

## Leben
Nach dem Abitur am St. Michael-Gymnasium in Bad Münstereifel studierte Bollenbeck Germanistik, Geschichte, Politikwissenschaft und Philosophie an der Universität Bonn. Nach dem Abschluss des ersten Staatsexamens wurde er durch das Graduiertenprogramm der Universität Bonn gefördert und schloss 1976 seine Promotion zum Thema „Zur Theorie und Geschichte der Arbeiterlebenserinnerungen“ ab. Im gleichen Jahr wurde Bollenbeck als wissenschaftlicher Assistent an der Universität-GH Siegen im Bereich „Allgemeine Literaturwissenschaft/Germanistik“ eingestellt. 1982 schloss er das Habilitationsverfahren mit der Habilitationsschrift „Der dauerhafte Schwankheld. Zum Ineinander von Produktions- und Rezeptionsgeschichte beim Till Eulenspiegel“ ab. Am 9. Dezember 1984 folgte die Ernennung zum Zeitprofessor für „Neuere Deutsche Literaturwissenschaft“. Am 28. September 1988 wurde Bollenbeck aufgrund des „Fiebiger-Programms“ zur Förderung innovativer Forschungsansätze zum Universitätsprofessor auf Lebenszeit für das Fach „Germanistische Literaturwissenschaft“ ernannt.
Er erhielt Gastprofessuren an der Emory University in Atlanta/USA (1989/90), an der Universität Aix-en-Provence (2002) und an der Chulalongkorn University in Bangkok, Thailand (2004), sowie an dem Zentrum für Literaturforschung, Berlin (2000). Seit 2005 war Georg Bollenbeck Mitglied des wissenschaftlichen Beirates der Klassik Stiftung Weimar.

## Werk
Über den engeren germanistischen Bereich hinaus beschäftigen sich Bollenbecks Arbeiten – ideengeschichtliche, mentalitätsgeschichtliche und begriffsgeschichtliche Ansätze aufgreifend – mit der Geschichte der Semantik des deutschen Bildungsbürgertums. Gezeigt wird am Beispiel des Deutungsmusters „Bildung und Kultur“ wie philosophisch imprägnierte und sozialgeschichtlich relevante Begriffe die Weltinterpretation leiten und Verhalten motivieren. Dadurch erscheinen der Eigenweg in die Moderne, die Modernisierungskrise und der Nationalsozialismus in einem neuen Licht. Seine Geschichte der Kulturkritik ist stärker ideengeschichtlich fokussiert. Im Zentrum steht eine Art des Nachdenkens über die Gewinne, Verluste und Möglichkeiten der Moderne.

## Ausgewählte Publikationen
- Theodor Storm. Eine Biographie mit Abbildungen. Frankfurt 1988. 393 S. Insel Verlag. ISBN 3-458-33047-X
- Bildung und Kultur. Glanz und Elend eines deutschen Deutungsmusters. Frankfurt 1994. 418 S. Insel Verlag. ISBN 3-458-16618-1
- Tradition – Avantgarde – Reaktion. Deutsche Kontroversen um die kulturelle Moderne (1880– 1945). Frankfurt 1999. 448 S. S. Fischer Verlag. ISBN 3-10-004803-2
- gemeinsam mit Clemens Knobloch (Hrsg.): Resonanzkonstellationen. Die illusionäre Autonomie der Kulturwissenschaften. Heidelberg 2004, 209 S., Synchron. Wissenschaftsverlag der Autoren. ISBN 3-935025-67-X
- Eine Geschichte der Kulturkritik. Von Rousseau bis Günther Anders. München 2007. 318 Seiten. C.H. Beck Verlag. ISBN 978-3-406-54796-6
- gemeinsam mit Lothar Ehrlich (Hrsg.): Friedrich Schiller: der unterschätzte Theoretiker. Böhlau, 1. Aufl. 2007. ISBN 978-3-412-11906-5